# Отношения ДР Конго и Республики Косово
Отношения Демократической Республики Конго и Косово — двусторонние дипломатические отношения между Демократической Республикой Конго (ДРК) и Косовом.

## История
10 февраля 2009 года глава Управления международных организаций министерства иностранных дел Конго Алиса Кимпембе Бамба заявила, что её правительство в настоящее время не планирует признавать Косово, добавив, что оно внимательно следит за развитием ситуации в Косово в Организации Объединённых Наций (ООН). В ноябре 2009 года сообщалось, что президент Демократической Республики Конго Жозеф Кабила заявил, что его страна не будет признавать независимость Косово до конца его дней.
6 апреля 2012 года спикер Конголезского национального собрания Эваристе Бошаб заявил, что «позиция Сербии по Косово и Метохии — это позиция Демократической Республики Конго».
В сентябре 2013 года министр иностранных дел ДР Конго Раймон Чибанда заявил, что предложит президенту Конго признать Косово.